# Ramón González Expósito
Ramón González Expósito (Malagón, Ciudad Real, España, 25 de noviembre de 1974) es un exjugador y entrenador de fútbol español que actualmente entrena al Club Atlético Bembibre.

## Trayectoria como jugador
Después de formarse en el equipo de su tierra, el Atlético Teresiano, se incorporó con tan solo 14 años a la cantera del Real Valladolid con el que hizo su debut en la Primera División. Durante su carrera profesional formaría parte del Atlético de Madrid B, Atlético de Madrid, UD Las Palmas, Córdoba CF, Recreativo de Huelva, Real Murcia y Xerez CD.
La mayor parte de la carrera deportiva la jugaría en Segunda División, pero jugó 101 partidos en Primera División. Hizo su debut en Primera División el 5 de septiembre de 1993, en las filas del Real Valladolid con una derrota por cero goles a uno perdió 0-1 frente al Sporting de Gijón. Se retiró en el Xerez CD de Segunda División al término de la temporada 2007-08, donde jugó un total de 266 partidos en diez temporadas.

### Internacional
Ramón jugó 41 partidos con las categorías inferiores de la selección española de fútbol, en las que marcó cuatro goles. En 1991, con la Selección de fútbol sub-17 de España lograría el subcampeonato en el Campeonato Mundial de la FIFA celebrado en Italia.
Con la Selección de fútbol sub-21 de España disputaría 7 partidos.

## Trayectoria como entrenador
En 2013, ingresó en la Cultural y Deportiva Leonesa como coordinador de la cantera. En la temporada 2014-15, pasaría a ser ayudante de Javier Cabello en el primer equipo, cargo en el que continuó la siguiente temporada con Juan Ferrando Fenoll.
Comenzó su carrera como entrenador profesional dirigiendo en la temporada 2016-17 al Júpiter Leonés, filial de la Cultural y Deportiva Leonesa. En la segunda temporada en el filial, lograría el ascenso a Tercera División.
El 26 de abril de 2021, se hace cargo del primer equipo de la Cultural y Deportiva Leonesa de la Segunda División B. Al término de la temporada 2020-21, lograría clasificar al club leonés para disputar la temporada 2021-22 la Primera División RFEF.
El 13 de mayo de 2021, renueva como entrenador de la Cultural y Deportiva Leonesa.
El 12 de diciembre de 2021, es destituido como entrenador de la Cultural y Deportiva Leonesa de la Primera División RFEF y sustituido por Curro Torres.
El 16 de junio de 2023 ficha por el Club Atlético Bembibre.

## Clubes

### Como entrenador
| Club                                            | País   | Año       |
| ----------------------------------------------- | ------ | --------- |
| Cultural y Deportiva Leonesa "B" Júpiter Leonés | España | 2016-2021 |
| Cultural y Deportiva Leonesa                    | España | 2021      |